# Varicorhinus
Varicorhinus – rodzaj słodkowodnych ryb z rodziny karpiowatych (Cyprinidae).

## Występowanie
Afryka (m.in. Angola, Demokratyczna Republika Konga, Gabon, Kamerun, Kongo, Malawi, Maroko i Rwanda). 

## Klasyfikacja
Gatunki zaliczane do tego rodzaju:
| - Varicorhinus altipinnis - Varicorhinus ansorgii - Varicorhinus axelrodi - Varicorhinus beso - Varicorhinus brauni - Varicorhinus capoetoides - Varicorhinus clarkeae - Varicorhinus dimidiatus - Varicorhinus ensifer - Varicorhinus fimbriatus - Varicorhinus iphthimostoma - Varicorhinus jaegeri - Varicorhinus latirostris - Varicorhinus leleupanus - Varicorhinus longidorsalis - Varicorhinus lufupensis - Varicorhinus macrolepidotus - Varicorhinus mariae | - Varicorhinus maroccanus - Varicorhinus nelspruitensis - Varicorhinus pellegrini - Varicorhinus platystomus - Varicorhinus pungweensis - Varicorhinus robertsi - Varicorhinus ruandae - Varicorhinus ruwenzorii - Varicorhinus sandersi - Varicorhinus semireticulatus - Varicorhinus steindachneri - Varicorhinus stenostoma - Varicorhinus tornieri - Varicorhinus upembensis - Varicorhinus varicostoma - Varicorhinus werneri - Varicorhinus wittei - Varicorhinus xyrocheilus |

Gatunkiem typowym jest Varicorhinus beso.